# Scopula honestata
Scopula honestata là một loài bướm đêm trong họ Geometridae.